# Citadela (karetní hra)
Citadela (Ohne Furcht und Adel) je karetní hra Bruna Faiduttiho z roku 2000. Může ji hrát 2 až 7 hráčů. Hráči staví město z karet budov, které drží v ruce. Budovy mají různou hodnotu a vyhrává ten, který má nejvíce bodů v závěrečném kole, tj. v kole, ve kterém některý z hráčů postaví osmou stavbu. Za stavbu budov je třeba platit zlaťáky, budova se postaví vyložením karty z ruky. Hra je komplikována tím, že v každém kole hráči představují nějakou postavu, které mají různé dodatečné vlastnosti, které mohou pomoci při stavbě budov či mohou škodit soupeřům. Před každým kolem si hráči postavy tajně vybírají z balíčku podle daného pořadí, mohou tak různě taktizovat.

## Pravidla

### Příprava hry
Balíčky karet staveb a karet postav se zamíchají a položí rubem nahoru. Na začátku hry každý hráč dostane 4 karty staveb a 2 zlaťáky. Nejstarší hráč se v 1. kole stane začínajícím hráčem a vezme si jeho symbol – královskou korunu.

### Výběr postavy
Na začátku každého kola si hráči vybírají svou postavu. To se provede tak, že začínající hráč (hráč, který v minulém kole měl roli krále) zamíchá karty postav, 0 až 2 z nich (podle počtu hráčů) vyloží na stůl lícem nahoru a jednu, na kterou se podívá jen on sám, lícem dolů. Mezi kartami postav vyloženými lícem nahoru nesmí být král, jinak se místo něj vytáhne jiná postava. Každý hráč počínaje začínajícím si pak tajně vybere jednu kartu postavy a zbylé karty pošle hráči po levé ruce.
Poté, co si všichni vybrali svou postavu, král jmenuje jednotlivé postavy v pořadí jejich čísel od 1 do 8. Kdo si vybral příslušnou postavu, odkryje ji a provede svůj tah. Pokud si postavu nevybral nikdo, král přejde k další postavě.

## Postavy
1. Mordýř – zabije jednu postavu, tj. jmenuje postavu a pokud si ji někdo vybral, v tomto kole vynechá svůj tah
2. Zloděj – okrade jednu postavu, tj. jmenuje postavu a pokud si ji někdo vybral, musí mu ihned odevzdat všechny své zlaťáky
3. Čaroděj – může vyměňovat karty staveb, které drží v ruce, a to buď všechny své karty za všechny karty jiného hráče, nebo všechny své karty odhodí a dobere si stejný počet karet z balíčku
4. Král – hráč je v následujícím kole začínajícím hráčem, navíc vybírá daně ze žlutých staveb
5. Kněz – žoldnéř mu nemůže zbořit budovu, navíc vybírá daně z modrých staveb
6. Kupec – na začátku svého tahu dostane zlaťák navíc, navíc vybírá daně ze zelených staveb
7. Stavitel – na začátku svého tahu dostane 2 karty se stavbami, může postavit až 3 stavby za kolo (ostatní hráči mohou postavit pouze jednu stavbu za kolo)
8. Žoldnéř – může zbořit soupeřovu stavbu, což ho stojí o jeden zlaťák méně, než je cena zbořené stavby, navíc vybírá daně z červených staveb

### Průběh tahu jednotlivých hráčů
Každý hráč si ve svém tahu napřed vezme buď dva zlaťáky, nebo se podívá na dvě vrchní karty staveb z balíčku, jednu si vezme do ruky a druhou zahodí. Hráč dále může postavit jednu stavbu z ruky, kterou vyloží před sebe a zaplatí její cenu uvedenou na kartě.
Kdykoli během svého kola může hráč využít zvláštní schopnost své postavy.
Král, kněz, kupec a žoldnéř navíc mohou vybírat daně ze staveb své barvy, což znamená, že hráč získá jeden zlaťák za každou stavbu příslušné barvy, kterou má postavenou. Kromě staveb těchto čtyř barev existují i stavby fialové, z nichž daně nevybírá nikdo, ale každá fialová stavba přináší nějakou výhodu hráči, který ji postavil.

### Konec hry
Hra končí v kole, v němž některý z hráčů postavil svou osmou stavbu. Kolo se dohraje a pak si hráči spočítají body:
- za každou stavbu tolik bodů, jaká je její cena
- 3 body získá každý hráč, který má postavenou aspoň jednu stavbu od každé z pěti barev
- 4 body získá hráč, který postavil osmou stavbu jako první
- 2 body získá každý další hráč, který postavil nejméně osm staveb

Vítězem se stává hráč, který získal nejvíce bodů, při shodě rozhoduje počet bodů získaných součtem hodnot staveb.

## Rozšíření
V roce 2004 (v ČR v roce 2008) vyšlo rozšíření hry nazvané Citadela - temná země (Ohne Furcht und Adel - Die Dunklen Lande), ve kterém přibylo 15 nových staveb, postava s číslem 9 a nová sada devíti postav. Hráči mohou hrát s devíti postavami, jsou-li aspoň čtyři. Rozšíření s devíti postavami lze hrát až v 8 hráčích.
Před začátkem hry lze vybrat libovolnou kombinaci devíti (resp. osmi) postav ze základní hry a z rozšíření, ale tak, aby mezi nimi byla právě jedna postava s každým číslem od 1 do 9 (resp. 8).

### Nové postavy
1. Čarodějnice – poté, co na začátku tahu dostane příjem (kartu stavby nebo zlaťáky), očaruje jednu postavu a namísto svého tahu pak provede tah místo očarované postavy, přičemž může využít její zvláštní schopnost
2. Výběrčí daní – od každé postavy, která v tomto kole postavila stavbu, dostane jeden zlaťák
3. Zaklínač – podívá se na karty stavby jednoho z hráčů a jednu si vezme buď do ruky, nebo ji může hned postavit za zaplacení její ceny
4. Intrikán – může dát korunu jako symbol začínajícího hráče kterémukoli hráči včetně sebe, navíc vybírá daně ze žlutých staveb
5. Opat – hráč, který má nejvíce zlaťáků, mu musí jeden dát, navíc vybírá daně z modrých staveb
6. Alchymista – na konci tahu dostane zpět všechny zlaťáky, které zaplatil za stavbu
7. Dobyvatel – na začátku tahu obdrží navíc 4 zlaťáky nebo 4 karty staveb, ve svém tahu však nesmí stavět stavby
8. Diplomat – na konci tahu může vyměnit soupeřovu stavbu za svoji, pokud je však soupeřova stavba dražší, musí doplatit rozdíl, navíc vybírá daně z červených staveb
9. rozšíření obsahuje dvě postavy s číslem 9:
  1. Umělec – může zkrášlit až dvě své postavené stavby tak, že na ně položí zlaťák a cena stavby se pak zvýší o 1

  2. Královna – na začátku tahu získá 3 zlaťáky navíc, pokud sedí vedle hráče, který má korunu; lze ji použít jen při hře 5 a více hráčů

### Citadela
- Hrajeme.cz Archivováno 21. 2. 2011 na Wayback Machine.
- Pravidla hry na Hrajeme.cz Archivováno 6. 2. 2009 na Wayback Machine.
- HRAS
- BoardGameGeek (anglicky)

### Temná země
- Hrajeme.cz Archivováno 28. 9. 2010 na Wayback Machine.
- Pravidla hry na Hrajeme.cz[nedostupný zdroj]
- HRAS Archivováno 2. 5. 2014 na Wayback Machine.
- BoardGameGeek (anglicky)